# Kegeliella
Kegeliella é um género botânico pertencente à família das orquídeas (Orchidaceae). Foi proposto por Mansfeld em Repertorium Specierum Novarum Regni Vegetabilis 36(936-941): 60, em 1934. A espécie tipo é a  Kegeliella houtteana (Rchb.f.) L.O.Williams, originalmente descrita como Kegelia houtteana Rchb.f. O nome do gênero é uma homenagem a Kegel, coletor de orquídeas alemão que descobriu a espécie tipo.

## Distribuição
É gênero composto por três espécies muito parecidas, epífitas, de crescimento cespitoso, de tamanho pequeno ou médio, que ocorrem do sul do México até o norte da Amazônia. Uma espécie presente no Brasil.

## Descrição
O aspecto vegetativo dessas espécies, proximamente aparentadas com Polycycnis e Soterosanthus, lembra algumas Gongora e Cirrhaea. Seus pseudobulbos são pequenos, ovóides, algo cônicos, lisos, levemente comprimidos dos lados, aglomerados, inicialmente recobertos por Baínhas foliares, no ápice com duas folhas grandes e bastante largas, com pigmentação púrpura em agumas espécies, multinervadas, herbáceas, pseudopecioladas. A inflorescência é basal, longa, racemosa, pendente, com poucas ou muitas flores pequenas e delicadas com brácteas grandes.
As sépalas são iguais entre si, livres, membranáceas, estreitas, externamente revestidas de papilas muito pequenas. As pétalas algo mais estreitas e menores que as sépalas, atenuadas para a base. O labelo é preso na base da coluna, unguiculado, profundamente trilobado, com amplos lobos laterais eretos e mediano largo e algo triangular, plano, com duas carenas no disco. A coluna é muito delgada, algo arqueada, clavada, apoda, com asas na metade terminal. antera apical uniloculada com duas polínias cerosas alongadas.